# Mansión de Tiņģere
La Mansión de Tiņģere (en letón: Tiņģeres muižas pils; en alemán: Herrenhaus Tingern) es una casa señorial en la parroquia de Īve en el municipio de Talsi en la región histórica de Curlandia, en Letonia occidental.

## Historia
La Mansión de Tiņģere, que ha sobrevivido hasta nuestros días, fue construida en 1805 por el banquero de San Petersburgo Johann Bach. Desde el final del siglo XIX hasta la reforma agraria de 1920, la mansión fue propiedad de la familia Ostenzaken. Desde 1927 hasta 2008 la mansión albergó la escuela elemental de Tiņģere. También es utilizada por la congregación luterana de Ķurbe los domingos.

## Atracción turística
El interior de la mansión puede visitarse mediante cita que también incluye un tour teatralizado y presentación de la historia del castillo. Los visitantes caminan a través del parque de la mansión y la Isla del Amor y disfrutan del trabajo en el estudio artístico y visitan las celas del castillo. También se sirven comidas.